# Xosroviduxt
Xosroviduxt, (in armeno խոսրովիդուխթ?), chiamata anche Khosrovidukht (fl. inizio VIII secolo), è stata una poetessa e compositrice armena.

## Biografia
Quasi nulla si conosce della sua vita, nemmeno la sua data di nascita. Alcune fonti la danno attiva nel IV secolo mentre altre la collocano nell'VIII. Si dice sia appartenuta ad una famiglia reale ma neanche questo è chiaramente documentato. Alcune fonti riportano che nell'VIII secolo suo fratello venne imprigionato dai mori; a seguito di questo avvenimento ella fu fatta prigioniera e rinchiusa nella fortezza di Ani-Kamakh, ora conosciuta come Kemah (Erzincan), dove rimase per vent'anni. Secondo altre fonti ella sarebbe stata la sorella del re del IV secolo Tiridate III di Armenia, un nemico del Cristianesimo, che gettò San Gregorio Illuminatore in una fossa di serpenti e cercò di stuprare due monache. A seguito di queste atrocità, il re fu trasformato in un verro selvatico ed il resto dei suoi sudditi fu colpito da follia. Xosroviduxt parlò al popolo di aver avuto una visione che le aveva detto: "non esiste altra cura per i guai che sono piombati su di voi, che quella di andare nella città di Artašat e riportate qui, sano e salvo, il prigioniero Gregorio. Quando lui sarà qui, vi dirà come guarire la vostra infermità." Fu così che Tiridates venne salvato e convertito al cristianesimo.
Xosroviduxt è considerata la compositrice di un šarakan, o inno canonicale, intitolato "Zarmanali e Ints" ("Meraviglioso è per me.").  Secondo alcune fonti, l'inno è stato scritto in memoria del fratello, ucciso nel 737 per essersi convertito al cristianesimo. Nonostante il soggetto dell'inno non sia di carattere religioso, esso viene utilizzato durante le funzioni nelle chiese armene. 
Esiste una registrazione del šarakan, eseguita dal Sharakan Early Music Ensemble.